# إليزه ماري غريفين
إليزه ماري غريفين (بالإنجليزية: Elsie Mary Griffin)‏ هي عالمة نبات وكاتبة تقنية نيوزيلندية، ولدت في 1 نوفمبر 1884، وتوفيت في 3 مايو 1968.